# The Iceberg/Freedom of Speech... Just Watch What You Say!
The Iceberg/Freedom of Speech... Just Watch What You Say! è il terzo album del rapper statunitense Ice-T. Pubblicato il 10 ottobre del 1989, è distribuito dalla Sire Records e dalla Warner Bros. Records.

## Recensioni
| Recensione                        | Giudizio |
| --------------------------------- | -------- |
| AllMusic                          | [ 3 ]    |
| Robert Christgau                  | A-       |
| Chicago Tribune                   | [ 5 ]    |
| The New Rolling Stone Album Guide | [ 6 ]    |

Alex Henderson di Allmusic gli assegna un voto perfetto di cinque stelle su cinque, scrivendo: «l'affascinante terzo album di Ice-T è presumibilmente il prodotto hip-hop più vicino a 1984 di George Orwell. Invece di concentrarsi principalmente sul gangsta rap, Ice-T crea il Primo Emendamento ed emette il tema dominante del disco. L'impostazione del suono dell'album è nella traccia d'apertura, Shut Up, Be Happy, nella quale Jello Biafra immagina un'America orwelliana nella quale il governo controlla e domina ogni aspetto della vita dei propri cittadini. Nonostante ci siano un paio di esempi di gangsta rap di prima classe [...] questa volta Ice-T si preoccupa principalmente della censura e di quello che vede come un diffuso attacco alla libertà di espressione negli Stati Uniti.»
Il critico specializzato Robert Christgau recensisce l'album con una "A-": «più autentica di Luke Skywalker, più superficiale di Frank Zappa, in grado di spaventare piccoli programmatori radiofonici con un singolo suono, questa nuova vocazione artistica gangster si sta facendo notare dal PMRC. [...] E come sempre, le storie di strada mordono più forte dei fatti. Violento. Divertente.»

## Tracce
1. Shut Up, Be Happy (featuring Jello Biafra) – 2:34
2. The Iceberg – 4:20
3. Lethal Weapon – 4:35
4. You Played Yourself – 4:12
5. Peel Their Caps Back – 3:40
6. The Girl Tried to Kill Me – 4:08
7. Black 'n' Decker – 1:16
8. Hit the Deck – 3:45
9. This One's for Me – 4:35
10. The Hunter Child – 4:26
11. What Ya Wanna Do? (featuring Bronx Style Bob, Donald D, Everlast, Hen Gee, Nat The Cat, Randy Mac, Shakell Shabazz & Toddy Tee) – 8:56
12. Freedom of Speech (featuring Jello Biafra) – 4:10
13. My Word is Bond – 5:07

Durata totale: 55:44

## Classifiche

### Classifiche settimanali
| Classifica (1989)         | Posizione massima |
| ------------------------- | ----------------- |
| Stati Uniti               | 37                |
| US Top R&B/Hip-Hop Albums | 11                |